# 石見都賀站
34°57′23″N 132°38′33″E / 34.9564389°N 132.6425972°E
石見都賀站（日语：／ Iwami-Tsuga eki */?）曾是位於島根縣邑智郡美鄉町都賀本鄉，屬於西日本旅客鐵道（JR西日本）三江線的鐵路車站。

## 歷史
- 1975年（昭和50年）8月31日正式開業。
- 1987年（昭和62年）4月1日因國鐵分割民營化交由西日本旅客鐵道營運。
- 2018年（平成30年）4月1日與三江線廢線同時關閉。

## 結構
站内設有一個島式1面2綫月台，為濱田鐵路部管理的一個無人站。此站雖然是地面車站，月台由路堤提高。站内沒有自動販賣機。

### 月台
| 月台 | 路綫   | 方向 | 目的地     |
| ---- | ------ | ---- | ---------- |
| 1    | 三江綫 | 上行 | 江津及濱原 |
| 2    | 三江綫 | 下行 | 三次       |

## 使用情況
該站2015年度一日平均乘車人次為3人。另外於1994年度為35人，而1984年度則為63人。
近年來平均每天乘車人次如下。
| 乘車人次推移 | 乘車人次推移     |
| 年度         | 一日平均乘車人次 |
| ------------ | ---------------- |
| 1999         | 23               |
| 2000         | 25               |
| 2001         | 23               |
| 2002         | 29               |
| 2003         | 27               |
| 2004         | 20               |
| 2005         | 20               |
| 2006         | 17               |
| 2007         | 12               |
| 2008         | 6                |
| 2009         | 5                |
| 2010         | 5                |
| 2011         | 4                |
| 2012         | 4                |
| 2013         | 2                |
| 2014         | 3                |
| 2015         | 3                |

## 周邊
- 國道375號

## 相鄰車站
西日本旅客鐵道
 三江線
石見松原－石見都賀－宇都井

## 外部連結
- JR西日本（石見都賀駅） （页面存档备份，存于）
- ぶらり三江線WEB：石見都賀 - 三江線改良利用促進期成同盟会・三江線活性化協議会。